# Bijeli Amerikanci
Bijeli Amerikanci, skraćeno Bijelci, su bijelo stanovništvo SAD-a koja, prema definiciji Američkog popisnog biroa, „potječe od bilo kojih prvobitnih naroda Europe, Bliskog Istoka ili sjeverne Afrike. U tu skupinu ulaze ljudi koji su se izjasnili kao bijelci ili napisali unose kao što su Irci, Nijemci, Talijani, Libanonci, Bliskoistočanin, Arapi ili Poljaci.“ Kao i sve službene američke rasne kategorije, Bijeli Amerikaci imaju podskupine „ne-Hispanoamerikanci ili ne-Latinoamerikanci“ i „Hispanoamerikanci i Latinoamerikaci“, a ovu potonju skupinu u najvećem broju čine bijeli Meksikanci ili Kubanci. Izraz „kavkasci“ se često naizmjenično upotrebljava s izrazom „bijelac“, iako ta dva izraza tehnički nisu sinonimi.

## Populacija
Bijelci predstavljaju većinu stanovništva SAD, s ukupno 223.553.265 ili 72,4% ukupne populacije po popisu stanovništva iz 2010. godine. Od toga su 16,5% Nijemci, 11,9% Irci, 9,0% Englezi, 5,8% Talijani, 4% Francuzi, 3% Poljaci, 1,9% Škoti, 1,6% Nizozemci, 1,5% Norvežani i 1,4% Šveđani.

## Poznati Bijeli Amerikanci
- Ronald Reagan
- Edgar Allan Poe
- Benjamin Franklin
- John F. Kennedy
- Greta Garbo
- Neil Armstrong
- Mark Twain
- Walt Disney